# Sergentomyia pooi
Sergentomyia pooi är en tvåvingeart som först beskrevs av Yao och Wu 1941.  Sergentomyia pooi ingår i släktet Sergentomyia och familjen fjärilsmyggor. Inga underarter finns listade i Catalogue of Life.